# Bumbarevo Brdo
Bumbarevo Brdo (izvirno srbsko Бумбарево Брдо) je naselje v Srbiji, ki upravno spada pod Občino Knić; slednja pa je del Šumadijskega upravnega okraja.

## Demografija
V naselju, katerega izvirno (srbsko-cirilično) ime je Бумбарево Брдо, živi 413 polnoletnih prebivalcev, pri čemer je njihova povprečna starost 41,1 let (40,9 pri moških in 41,3 pri ženskah). Naselje ima 147 gospodinjstev, pri čemer je povprečno število članov na gospodinjstvo 3,54.
To naselje je, glede na rezultate popisa iz leta 2002, večinoma srbsko, a v času zadnjih treh popisov je opazno zmanjšanje števila prebivalcev.
|  |

| Demografija | Demografija     | Demografija     |
| Leto        | Št. prebivalcev | Št. prebivalcev |
| ----------- | --------------- | --------------- |
|             |                 |                 |
|             |                 |                 |
|             |                 |                 |
|             |                 |                 |
| 1948        | 761             |                 |
| 1953        | 722             |                 |
| 1961        | 641             |                 |
| 1971        | 584             |                 |
| 1981        | 590             |                 |
| 1991        | 566             | 535             |
| 2002        | 541             | 520             |
|             |                 |                 |

| Etnična sestava po popisu iz leta 2002 | Etnična sestava po popisu iz leta 2002 | Etnična sestava po popisu iz leta 2002 | Etnična sestava po popisu iz leta 2002 | Etnična sestava po popisu iz leta 2002 |
| -------------------------------------- | -------------------------------------- | -------------------------------------- | -------------------------------------- | -------------------------------------- |
| Srbi                                   | Srbi                                   |                                        | 518                                    | 99,61%                                 |
| Neznano                                | Neznano                                |                                        | 2                                      | 0,38%                                  |